# Colonia 20 de Noviembre, Sinaloa
Colonia 20 de Noviembre är en ort i Mexiko.   Den ligger i kommunen Salvador Alvarado och delstaten Sinaloa, i den västra delen av landet, 1 200 km nordväst om huvudstaden Mexico City. Colonia 20 de Noviembre ligger 56 meter över havet och antalet invånare är 318.
Terrängen runt Colonia 20 de Noviembre är platt. Runt Colonia 20 de Noviembre är det ganska tätbefolkat, med 104 invånare per kvadratkilometer. Närmaste större samhälle är Guamúchil, 18,5 km sydost om Colonia 20 de Noviembre. Trakten runt Colonia 20 de Noviembre består till största delen av jordbruksmark.